# Chagasia rozeboomi
Chagasia rozeboomi är en tvåvingeart som beskrevs av Causey, Deane och Deane 1944. Chagasia rozeboomi ingår i släktet Chagasia och familjen stickmyggor. Inga underarter finns listade i Catalogue of Life.